# Grossman
Grossman ist ein englischer und deutscher Familienname.
Siehe auch: Großmann (Familienname).

## Namensträger
- Albert Grossman (1926–1986), US-amerikanischer Musik-Manager und Impresario
- Alexander Grossman (1909–2003), Schweizer Journalist und Schriftsteller
- Allen Grossman († 2014), US-amerikanischer Dichter
- Ann Grossman (* 1970), US-amerikanische Tennisspielerin, siehe Ann Wunderlich
- Austin Grossman (* 1969), US-amerikanischer Autor und Spieleentwickler
- Avraham Grossman (* 1936), israelischer Historiker
- Bob Grossman (1923–2002), US-amerikanischer Autorennfahrer und Zeichner
- Chaika Grossman (1919–1996), israelische Politikerin
- Chris Grossman (* 1987), australischer Fußballspieler
- Dave Grossman (Autor) (* 1956), US-amerikanischer Autor
- Dave Grossman (Spieleentwickler), US-amerikanischer Spieleentwickler und Spieldesigner
- David Grossman (* 1954), israelischer Schriftsteller
- Doron Grossman (1956–2005), israelischer Diplomat
- Edda Grossman (* 1958), deutsche Malerin
- Edith Grossman (1936–2023), US-amerikanische Übersetzerin
- Edna Grossman (* vor 1972), US-amerikanische Kryptologin
- Gene Grossman (* 1955), US-amerikanischer Wirtschaftswissenschaftler
- Gregory Grossman (1921–2014), US-amerikanischer Wirtschaftswissenschaftler und Hochschullehrer
- Greta Magnusson-Grossman (1906–1999), schwedische Möbeldesignerin und Architektin
- Hallie Grossman (* 1993), US-amerikanische Biathletin
- Jan Grossman (1925–1993), tschechoslowakischer Theaterregisseur, Literatur- und Theaterkritiker
- Jerry Grossman (* 1950), US-amerikanischer Cellist
- Lawrence Grossman (* 1946), US-amerikanischer Astrochemiker
- Leonid Petrowitsch Grossman (1888–1965), russischer Literaturwissenschaftler und Schriftsteller
- Leslie Grossman (* 1971), US-amerikanische Schauspielerin
- Lev Grossman (* 1969), US-amerikanischer Autor
- Marc Grossman (* 1951), US-amerikanischer Diplomat
- Nancy Grossman (* 1940), US-amerikanische Künstlerin
- Naomi Grossman (* 1975), US-amerikanische Schauspielerin, Drehbuchautorin und Produzentin
- Natalia Grossman (* 2001), US-amerikanische Sportkletterin
- Nora Grossman (* 1983), US-amerikanische Filmproduzentin
- Paul Grossman, US-amerikanischer Journalist, Schriftsteller und Dramatiker
- Randy Grossman (* 1952), US-amerikanischer American-Football-Spieler
- Rex Grossman (* 1980), US-amerikanischer American-Football-Spieler
- Richard Grossman (1937–1992), US-amerikanischer Jazzpianist
- Robert Grossman (1940–2018), US-amerikanischer Cartoonist und Karikaturist
- Sanford J. Grossman (Sanford Jay Grossman; * 1953), US-amerikanischer Wirtschaftswissenschaftler und Finanzberater
- Sanford Morton Grossman (1936–2014), US-amerikanischer Fernsehregisseur
- Sid Grossman (1913–1955), US-amerikanischer Fotojournalist
- Stefan Grossman (* 1945), US-amerikanischer Gitarrist, Autor und Produzent
- Steve Grossman (1951–2020), US-amerikanischer Saxophonist
- Stephen C. Grossman († 2022), US-amerikanischer Fernsehproduzent
- Tuvia Grossman (* vor 2000), US-amerikanischer Jude, fälschlicherweise als Palästinenser identifiziert
- Victor Grossman (* 1928), US-amerikanischer Publizist
- Wassili Semjonowitsch Grossman (1905–1964), sowjetischer Schriftsteller und Journalist